# Шатько, Антон Евгеньевич
Антон Евгеньевич Шатько (1967—2005) — российский композитор и исполнитель (классическая гитара, вокал).

## Биография
Родился в семье писателя Евгения Шатько.
Выпускник отделения струнных инструментов училища при Московской Консерватории. Преподавал в московской музыкальной школе им. C. Прокофьева.
Сотрудничал с театром Елены Камбуровой. Вел активную концертную деятельность в Москве и Московской области, гастролировал по регионам России, в Белоруссии, Грузии и Румынии.
Первые авторские композиции и концертные записи представлены серией гибких грампластинок фирмы «Кругозор». Был постоянным участником телевизионных передач «Белая ворона», «Зеленая лампа», «Аристотель».
Трагически погиб в 2005 году. Похоронен на Митинском кладбище.

## Награды и творческие достижения
- В 1997 году на III Есенинском конкурсе молодых композиторов России «Рябиновые грезы» удостоен первой премии в номинации «Песни и романсы» и приза Ассоциации мастеров музыкальных инструментов.

- Призёр фестиваля «Романсиада-97».

- За активное участие в V Есенинском конкурсе «Рябиновые грёзы» 1999 года награждён почётным дипломом.

- Автор свыше семисот песен, романсов и музыкальных композиций на стихи Редьярда Киплинга, Афанасия Фета, Марины Цветаевой, Осипа Мандельштама, Николая Рубцова, Леонида Мартынова, Евгения Евтушенко, Анатолия Белкина, Льва Болдова, Александра Лаврина и других поэтов. Произведения Антона Шатько звучат в концертных программах Инны Разумихиной, Валентины Игнатьевой, Ларисы Косаревой, Дмитрия Бородаева, Кирилла Модестова и других.

## Дискография (посмертно)
- Благодарен в полной мере — 2005
- Мертвые лебеди взыщут — 2007 (вкладыш к книге «Сто лет доброделания»)
- В огромном городе моем — 2008
- Повилика — 2009
- Вот вернулся я, путник — 2009
- Веселись, душа! — 2009